# Take-Two Interactive
Take-Two Interactive（一般簡稱TAKE 2或T2，中文直译：两方互动软件有限公司）是一家位于美國的遊戲開發與發行商，同時也是一家電玩遊戲與周邊設備的經銷商，旗下有2K和Rockstar Games，其中2K品牌包括发行核心游戏的2K Games、发行休闲益智类游戏的2K Play以及发行体育竞技类游戏的2K Sports。公司總部位於紐約，而國際總部則位于英國溫莎。開發工作室遍及了許多地方，包括聖地牙哥、溫哥華、多倫多以及諾瓦托。

## 大事记
Take-Two Interactive由《访问》杂志的主创人之一彼得·布兰特（Peter Brant）之子瑞安·布兰特（Ryan Brant）在1993年9月30日投资建立。Take-Two Interactive是美国典型的激进派游戏的发行商，它所发行的游戏大多都游走于法律的边缘。成立初年，Take-Two Interactive所发行的游戏画面被外界批評质量粗糙，其後注專注代理发行其他工作室的游戏的道路。1998年，Take-Two Interactive代理发行由狼蛛工作室（现Rockstar林肯工作室）开发的《Rats》，藉以改善了Take-Two Interactive饱受恶评的局面。同时随着《俠盜獵車手》的大卖，Take-Two Interactive用1420万美元收购BMG Interactive。同年BMG Interactive重组，成为了Rockstar Games。
2004年，Take-Two Interactive花费2230万美元从雅达利收购了Firaxis Games。2005年1月，为了在体育竞技游戏市场上与艺电旗下的EA Sports体育部门一决高下，Take-Two Interactive将世嘉旗下的工作室Visual Concepts以及其完全所有的子公司Kush Games一并收购。之后又花费8000万美元收购了多个游戏工作室。伴随着对Visual Concepts的收购，Take-Two Interactive同时创立了一个全新的发行品牌2K Games，发行原由Visual Concepts开发的游戏。2007年，Global Star Software加入2K Games，更名为2K Play，轉而发行休闲益智类游戏，至此2K品牌趋于完善。2013年，Take-Two Interactive收购了前THQ旗下的Turtle Rock工作室以及Yuke's工作室，获得《Evolve》与《WWE 2K》两大游戏品牌。
2017年12月，Take-Two Interactive成立新的发行品牌Private Division，主要负责第三方游戏的发行。
2020年11月，Take-Two宣布将以9.56亿美元收购英国老牌游戏公司Codemaster，交易预计将于2021年初完成。但是在同年12月14日的时候，EA突然截胡，宣布将以12亿美元收购Codemaster。
2022年1月，Take-Two宣布将以127亿美元收购著名社交手游公司Zynga，收购后Zynga将继续独立运营。
2024年3月，拥抱者集团与Take-Two宣布，拥抱者集团将以4.6亿出售知名游戏工作室Gearbox软件母公司Gearbox娱乐给Take-Two；未来将在2K Games名下运营。Take-Two在本次收购中将获得Gearbox的大多数IP和子公司；Gearbox发行旧金山将继续由拥抱者集团持有。

### 中国市场
Take-Two Interactive于2006年1月成立2K中国，是Take-Two Interactive在中国唯一的全资子公司。其工作包括为中国市场进行游戏本地化、移植游戏到其他平台以及协助其他工作室共同开发电子游戏。
由于必须使用中文进行注册，所以2K中国的实际注册名称为仟游软件科技（上海）有限公司；而两间工作室则分别称为仟游软件科技（杭州）有限公司和仟游软件科技（成都）有限公司。
2K中国曾拥有上海、杭州和成都三个工作室。杭州工作室于2007年成立，负责家用电子游戏机和移动平台的游戏开发；成都工作室则于2011年6月在成都高新区天府软件园设立，负责游戏测试和品质保证。
2K中国的上海和杭州工作室于2015年11月4日解散，只剩下成都工作室。

### EA与Take-Two的并购风波
2008年2月，美国艺电（EA）出价20亿美元洽购Take-Two Interactive，相当于每股26美元，与Take-Two Interactive当时股价相比溢价64%。但Take-Two Interactive以出价太低为由拒绝了艺电，而艺电并未放弃，先后5次延长报价期限。7月23日，艺电宣布将收购Take-Two Interactive的期限延长至8月18日。8月18日最后期限到期后，双方签署了密谈协议，进入秘密会谈阶段。由于这笔潜在交易获得了美国联邦贸易委员会的批准，因此很多分析师认为，艺电将提高收购报价。在双方的谈判已彻底结束后，Take-Two Interactive董事长施特劳斯·泽尔尼克（Strauss Zelnick）在9月14日称， 自美艺电六个月前发动敌意并购以来，Take-Two Interactive一直致力于为股东和用户创造价值。Zelnick还表示，Take-Two Interactive同时还与其他企业谈判，讨论其他战略合作的可能性。但公司发言人称，Take-Two Interactive目前不会公布关于这些谈判的详细信息。
艺电于2008年9月15日宣布，已彻底放弃收购Take-Two Interactive。其表示，尽管仍然对Take-Two Interactive的创作团队和产品感兴趣，但经过仔细评估，已决定放弃该收购计划。时任艺电总裁兼CEO约翰·里西蒂耶洛（John Riccitiello）在一份声明中称：“艺电当前的表现十分强劲，年度业绩有望创下历史最好纪录。”而美国艺电发言人杰夫·布朗（Jeff Brown）表示：“对于未能成功收购Take-Two Interactive，艺电丝毫不感到失望。”布朗并未说明艺电放弃收购Take-Two Interactive的具体原因，但表示，艺电对自己的产品线充满信心。布朗还补充道：“Take-Two Interactive对艺电已失去吸引力。”

## 旗下工作室

### 现有工作室
- 2K（该发行品牌旗下有2K Games、2K Play与2K Sports）
  - 2K澳大利亚（2K Australia）
  - 2K中国（2K China）
  - 2K捷克（2K Czech）
  - 2K Marin
  - 2K维加斯（2K Vegas）
  - Cat Daddy Games - 2K Play旗下工作室
  - Firaxis Games
  - Visual Concepts - 2K Sports旗下工作室
    - Visual Concepts中国（Visual Concepts China）
    - Visual Concepts韩国（Visual Concepts Korea）

  - Gearbox娱乐[9]
    - Gearbox软件
    - Gearbox Montréal
    - Gearbox Studio Quebec
- Rockstar Games
  - Rockstar Leeds
  - Rockstar Lincoln
  - Rockstar London
  - Rockstar New England
  - Rockstar North
  - Rockstar San Diego
  - Rockstar Toronto
- Zynga
  - NaturalMotion（英语：NaturalMotion）
  - Zynga Austin
  - Zynga ATX
  - Zynga Chicago
  - Zynga Eugene
  - Zynga India
  - Zynga Ireland
  - Zynga Toronto
  - Zynga Turkey
  - Zynga San Diego

### 已解散工作室
- Frog City Software - 2006年与Firaxis Games合并
- Gathering of Developers - 2004年解散
- Gotham Games - 2004年解散
- Indie Built - 2006年解散
- Irrational Games - 2014年解散
- Kush Games - 2008年解散
- Mission Studios - 2001年解散
- PAM Development - 2008年解散
- PopTop Software - 2006年与Firaxis Games合并
- Rockstar Vancouver - Rockstar Games旗下工作室，2012年与Rockstar Toronto合并
- Rockstar Vienna - Rockstar Games旗下工作室，2006年解散
- Take-Two Licensing - 已并入2K
- TalonSoft - 2005年解散
- Venom Games - 2008年解散

## 旗下品牌

### 2K
- 以2K Games为品牌发行
  - 生化奇兵系列
  - 邊緣禁地系列
  - 文明城市：罗马
  - 毁灭公爵系列
  - 四海兄弟系列
  - 猎魂
  - 英雄萨姆2
  - 席德·梅尔的文明帝國系列
  - 席德·梅尔的铁路
  - 席德·梅尔的海盗
  - 特别行动系列
  - 要塞系列
  - 丛林之狐系列
  - XCOM系列
- 以2K Play为品牌发行
  - 温特伯顿先生的不幸旅程
  - Axel & Pixel
  - 花园小子
  - 生日大聚会
  - Carnival Games
  - 探险家多拉系列
  - 奇迹宠物
  - Ni Hao, Kai-lan系列
  - 林林兄弟与巴纳姆及贝利马戏团：戏王之王
- 以2K Sports为品牌发行
  - MLB 2K系列
  - NBA 2K系列
  - NFL 2K系列
  - NHL 2K系列
  - 上旋高手系列
  - WWE 2K系列

### Rockstar Games
- Agent
- 恶霸鲁尼
- 侠盗猎车手系列
- 黑色洛城
- 侠盗猎魔系列
- 马克思·佩恩系列
- 湾岸午夜俱乐部系列
- 系列
- 战士帮